# Хортачка крепост
Хортачката крепост (на гръцки: Κάστρο Χορτιάτη) е средновековно отбранително съоръжение, разположено край село Хортач (Хортиатис), Северна Гърция.

## Местоположение
Крепостта е разположена на върха Хортач (Хортиатис, 1201 m) в едноименната планина Хортач (Хортиатис), на няколко километра южно от село Хортач (Хортиатис). На 2 km северно от село Хортач има друга средновековна крепост - Кастри.

## Описание
Крепостта е открита от професора по археология Георгиос Бакалакис. Бакалакис открива там останки от византийски сгради и фрагменти от две византийски плочи, които датира от XIV век. Възможно е крепостта на върха да е останала използвана от Античността до Късното средновековие поради особеното си стратегическо положение. Крепост не може да се изследва, тъй като от 1955 година районът се използва от гръцките военновъздушни сили и достъпът е забранен.